# Giovanni Elizalde
Giovanni Pedro Elizalde (n. 26 de enero de 1994, Basavilbaso, Provincia de Entre Ríos) es un piloto argentino de automovilismo de velocidad. Iniciado en el ambiente del karting, debutó profesionalmente en el año 2014 compitiendo en la divisional TC Pista Mouras de la Asociación Corredores de Turismo Carretera, donde compitió alternativamente al comando de un Ford Falcon y un Torino Cherokee. En 2015, continuó su carrera deportiva dentro del Turismo 4000 Argentino, donde al comando de una unidad Dodge GTX (con impulsor Chevrolet) disputó el campeonato cerrando el torneo en la tercera colocación. Tras esta participación, en 2016 debutó en la divisional Junior de la Top Race, donde conseguiría adjudicarse su primer campeonato a nivel profesional, representando a las marcas Mercedes-Benz, Volkswagen y Audi. En su paso por esta divisional, fue protagonista de un hecho inusual al empatar en puntos con su rival Martín Ferreyra, resolviéndose el pleito en favor de Elizalde debido a los resultados obtenidos a lo largo del año, debiendo conformarse Ferreyra con el subcampeonato.

## Biografía
Sus inicios deportivos tuvieron lugar en el año 1998 cuando debutó en la categoría 50 cm³, donde en los años siguientes lograría el subcampeonato de 1999 y el título de 2000. Estos resultados le abrieron las puertas de la categoría 125 cm³ Libre, donde ya en su estreno consigue el campeonato del año 2001, siendo luego destinatario de distinciones y premios honoríficos, como ser el Premio Revelación de la Categoría y el Premio al Piloto del Año otorgado por el Diario UNO de Entre Ríos. Su carrera continuaría de manera exitosa, hilvanando dos títulos más en 2002 y 2003, cerrando su paso por la 125 con el subcampeonato de 2004.
Tras su carrera como kartista, en el año 2014 inicia su carrera profesional en el automovilismo de velocidad, al debutar en la divisional TC Pista Mouras de la Asociación Corredores de Turismo Carretera. Su debut lo llevaría a cabo al comando de un Ford Falcon, atendido por la estructura de Fabián Nowak y Juan José Tártara. Con esta unidad, disputaría 6 de las primeras 8 fechas del calendario, cambiando unas fechas más tarde de marca y equipo al pasar al equipo Santagata Motorsport, donde pasó a competir con un Torino Cherokee. Con esta unidad, retornaría en la décima fecha del campeonato aunque solamente alcanzaría a competir en una fecha más.
Luego de un 2014 irregular, en el año 2015 Elizalde acordó su incorporación al Turismo 4000 Argentino, categoría donde incursionó al comando de un Dodge GTX equipado con un impulsor de Chevrolet Chevy, nuevamente bajo la tutela de la dupla Nowak-Tártara. En su primera carrera dentro de esta categoría, "Gio" conseguiría su primera victoria al comando del Dodge al imponerse en la competencia realizada el 22 de febrero de 2015 en el Autódromo Roberto Mouras de La Plata. Tras esta competencia, continuaría desarrollando su trayectoria a ritmo sostenido, logrando su segunda victoria el 17 de mayo de 2015 en el mismo escenario y beneficiado por una exclusión a su rival Germán Pietranera por falsa largada. Su tercer y último triunfo en esta categoría, lo lograría en el Autódromo Hermanos Emiliozzi de la ciudad de Olavarría, el 27 de septiembre de 2015. A pesar de estas tres victorias que lo terminaron de posicionar en la lucha por el campeonato, una serie de complicaciones en la última fecha le terminarían haciendo perder toda posibilidad, cerrando el torneo en la tercera colocación por detrás del campeón Mauricio Selva y el subcampeón Germán Pietranera.

## Trayectoria
| Año       | Categoría                           | Marca               |
| --------- | ----------------------------------- | ------------------- |
| 1998-2013 | Piloto de karts                     | Karting             |
| 2014      | Debut en TC Pista Mouras            | Ford Falcon         |
| 2014      | Debut en TC Pista Mouras            | Torino Cherokee     |
| 2015      | Debut en Turismo 4000 Argentino     | Dodge GTX           |
| 2016      | Top Race Junior. Debut y campeonato | Mercedes-Benz CLA   |
| 2016      | Top Race Junior. Debut y campeonato | Volkswagen Vento II |
| 2016      | Top Race Junior. Debut y campeonato | Audi S6             |
| 2017      | Debut en Top Race Series            | Chevrolet Cruze I   |

### Trayectoria en Top Race
| Temporada | Categoría       | Vehículo            | Equipo          | Posición final     |
| --------- | --------------- | ------------------- | --------------- | ------------------ |
| 2016      | Top Race Junior | Mercedes-Benz CLA   | JM Racing Ceres | 1º (118.00 puntos) |
| 2016      | Top Race Junior | Volkswagen Vento II | JM Racing Ceres | 1º (118.00 puntos) |
| 2016      | Top Race Junior | Audi S6             | JM Racing Ceres | 1º (118.00 puntos) |
| 2017      | Top Race Series | Chevrolet Cruze I   | SDE Competición | En disputa         |

### Resultados completos TC Pista Mouras
| Temporadas           | Temporadas      | Fechas | Fechas | Fechas | Fechas | Fechas | Fechas | Fechas | Fechas | Fechas | Fechas | Fechas | Fechas | Fechas | Fechas | Posiciones finales  |
| Equipos              | Automóvil       | Fechas | Fechas | Fechas | Fechas | Fechas | Fechas | Fechas | Fechas | Fechas | Fechas | Fechas | Fechas | Fechas | Fechas | Posiciones finales  |
| -------------------- | --------------- | ------ | ------ | ------ | ------ | ------ | ------ | ------ | ------ | ------ | ------ | ------ | ------ | ------ | ------ | ------------------- |
| 2014                 | 2014            | 01     | 02     | 03     | 04     | 05     | 06     | 07     | 08     | 09     | 10     | 11     | 12     | 13     | 14     | 32.º (94.00 puntos) |
| Grupo Nowak-Tártara  | Ford Falcon     | NP     | 29     | NP     | 19.º   | Ex.    | 9.º    | NP     | 9.º    | NP     |        |        |        |        |        | 32.º (94.00 puntos) |
| Santagata Motorsport | Torino Cherokee |        |        |        |        |        |        |        |        |        | 29     | 21     | NP     | NP     | NP     | 32.º (94.00 puntos) |

- [18][19]

## Palmarés
| Título  | Categoría       | Marca   | Año  |
| ------- | --------------- | ------- | ---- |
| Campeón | Top Race Junior | Audi S6 | 2016 |